# Vigna subterranea
Il fagiolo bambara o fagiolo di terra (Vigna subterranea (L.) Verdc.) è una pianta appartenente alla famiglia delle Fabaceae. Il suo nome comune deriva dall'etnia bambara. La pianta è originaria dell'Africa occidentale. Come alimento e fonte di reddito, il fagiolo bambara è considerato la terza coltura leguminosa più importante nei paesi africani in cui viene coltivata, dopo l'arachide e il fagiolo dall'occhio. Il fagiolo bambara viene coltivato, venduto e lavorato principalmente da donne ed è quindi particolarmente prezioso per le donne agricoltrici di sussistenza.
Il fagiolo bambara rappresenta la terza leguminosa da granella più importante dell’Africa semiarida. Resiste alle alte temperature ed è adatto ai terreni marginali dove non è possibile coltivare altre leguminose. È una coltura a basso impatto ed è nota per i suoi effetti migliorativi sul suolo, grazie alla fissazione dell'azoto.
Vigna subterranea presenta geocarpia ovvero matura i suoi frutti sottoterra, proprio come l'arachide. I fagioli bambara possono essere consumati freschi o bolliti dopo l'essiccazione e possono essere macinati freschi o secchi per preparare budini.

## Distribuzione

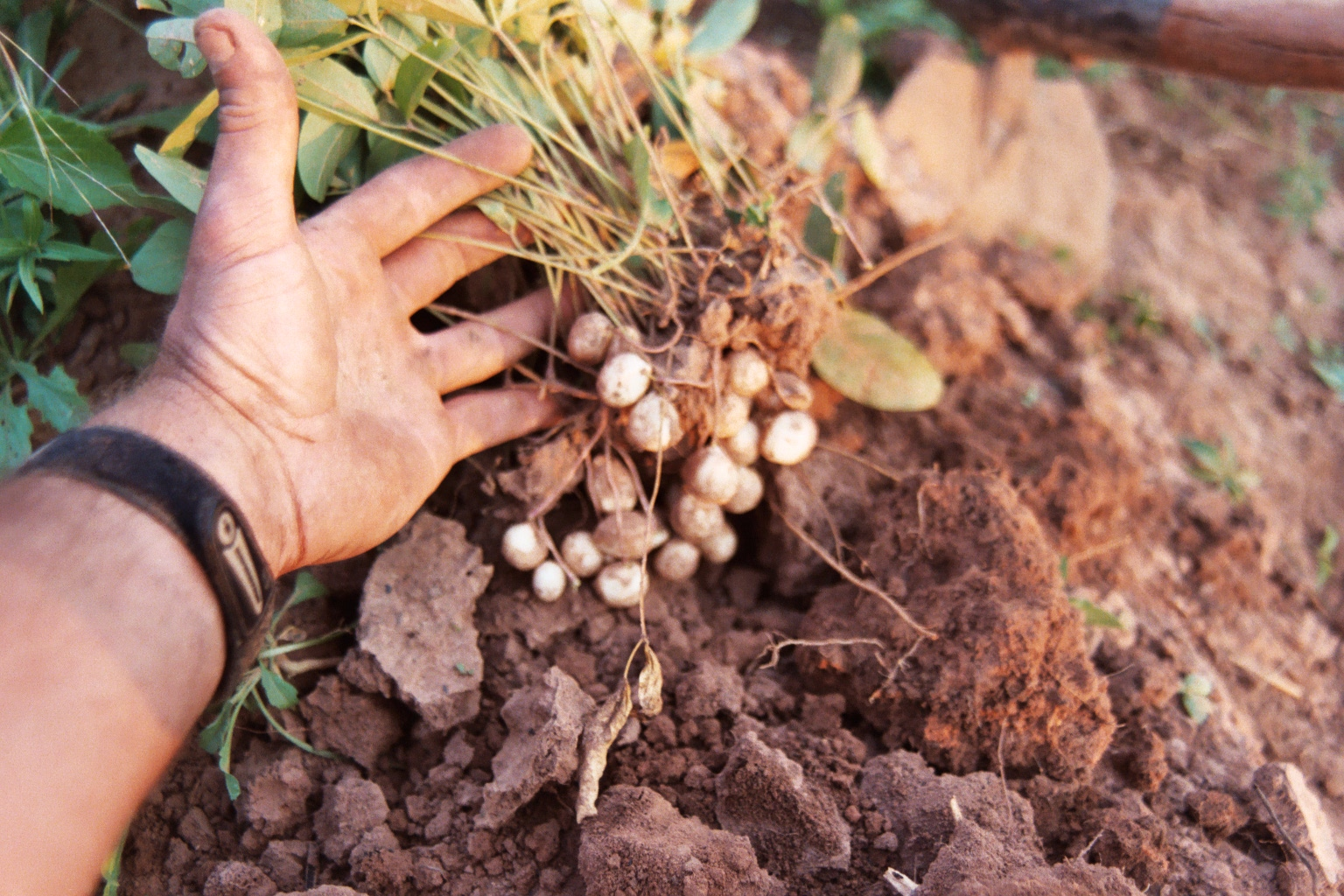
Fagioli bambara appena raccolti

L'origine del fagiolo bambara è l'Africa occidentale e la regione di coltivazione consiste nelle zone calde e tropicali dell'Africa subsahariana. Il fagiolo bambara cresce bene ovunque cresca l'arachide, ed è quindi ampiamente presente nello stato di Kwara, in tutte le parti settentrionali della Nigeria e nel Ghana settentrionale.

## Descrizione

### Crescita, sviluppo, fisiologia

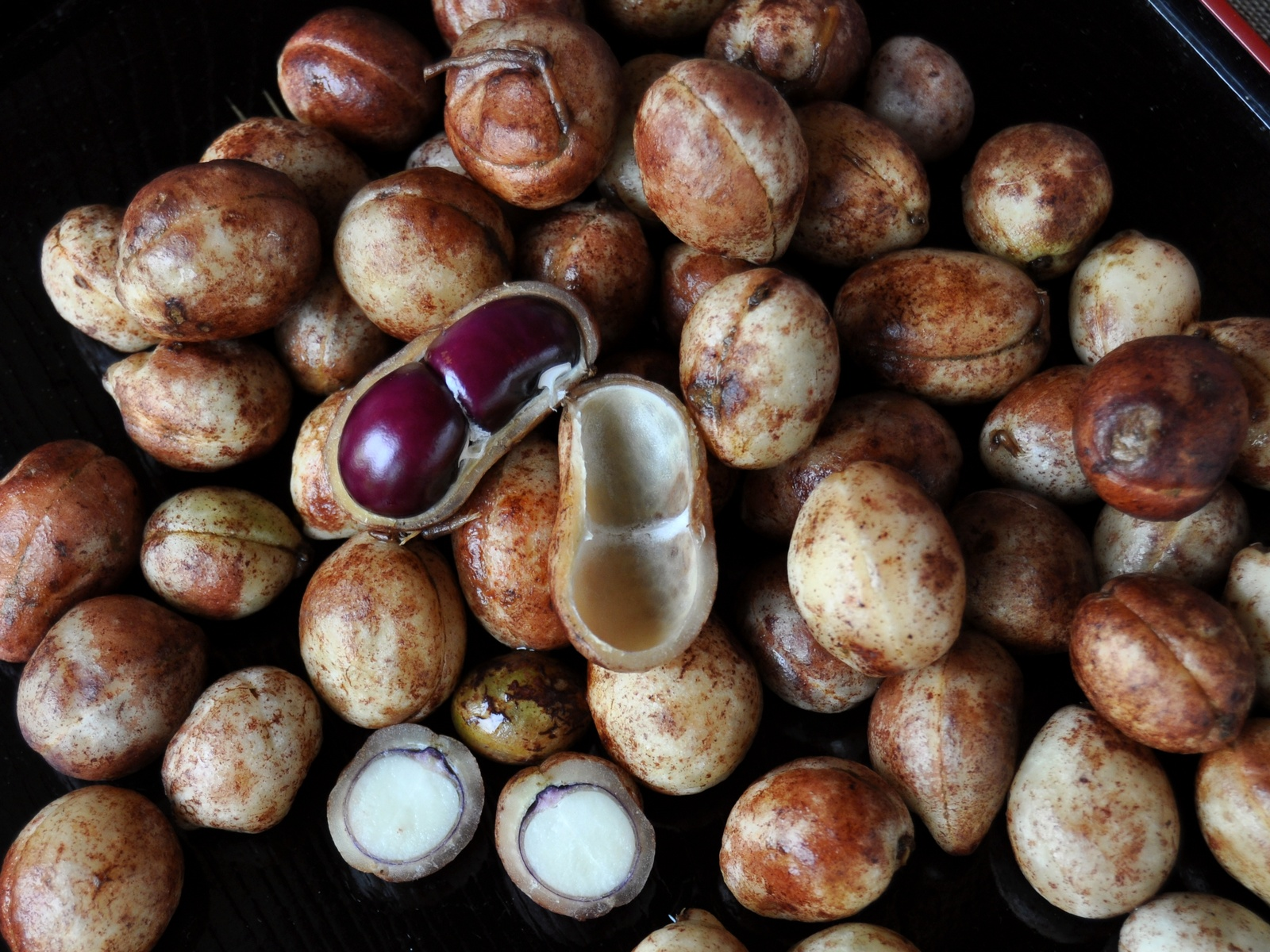
Fagioli bambara

Il fagiolo bambara è una pianta erbacea annuale con fusti striscianti a livello del suolo. È una piccola pianta leguminosa che cresce fino a un'altezza di 0,25–0,37 m con foglie composte di tre foglioline aventi stipole di circa 3 mm di lunghezza. I fiori hanno un calice tubolare di circa 1 mm di lunghezza e 5 lobi lunghi circa 1 mm e una corolla giallo biancastra di 4–7 mm di lunghezza. Il frutto è un baccello indeiscente quasi globoso di circa 2,5 cm di diametro. La pianta generalmente si presenta come un ciuffo di foglie derivanti da fusti ramificati, che formano una corona sulla superficie del terreno.
Il fagiolo bambara è considerato una coltura a crescita rapida. Il ciclo di crescita è compreso tra 90–170 giorni e in condizioni ottimali il ciclo fino alla maturità del baccello è di circa 120–150 giorni. I fiori compaiono 40–60 giorni dopo la semina. Dopo 30 giorni dall'impollinazione il baccello raggiunge la maturità e durante altri 55 giorni i semi si sviluppano completamente. Ogni 30 giorni vengono prodotti nuovi semi.
La riproduzione generativa per il fagiolo bambara è autogama (autofecondata) e cleistogama (autoimpollinante). Dopo l'autofecondazione, sugli steli ramificati a crescita libera nascono fiori giallo pallido; questi steli crescono poi verso il basso nel terreno, portando il seme in via di sviluppo all'interno dei baccelli. I semi formeranno baccelli appena sotto il terreno. I baccelli sono rotondi, rugosi e contengono ciascuno uno o due semi che una volta essiccati sono rotondi, lisci e molto duri. I semi possono essere color crema, marroni, rossi, screziati o con l'occhio nero e la loro dimensione è di circa 8,5–15 mm × 6,5–10 mm × 5,5–9 mm.
Diversi fattori sono essenziali per promuovere l'impollinazione incrociata del fagiolo bambara e questi includono: un habitat adeguato, giornate brevi (<12 ore), una temperatura media di 26 °C, necessaria per una fioritura e una formazione ottimale dei baccelli, e un'umidità relativa del 90%. I rigidi requisiti del fotoperiodo limitano anche la sua produttività nei paesi più lontani dall’equatore. In alcune luoghi, giornate lunghe (>12 ore) influiscono negativamente sull'allegagione dei baccelli, con conseguente fallimento del raccolto.
Come molti altri legumi, Il fagiolo bambara fissa l'azoto atmosferico attraverso il processo di azotofissazione. Il suo potenziale utilizzo come alternativa ai fertilizzanti chimici in agricoltura è stato studiato da molti anni.

## Coltivazione

### Requisiti del suolo
I terreni ottimali per la produzione del fagiolo bambara sono i terreni sabbiosi per evitare ristagni idrici. I terreni ben drenati facilitano la raccolta e prevengono la putrefazione dei baccelli. Le aree sassose vengono generalmente evitate per evitare danni ai baccelli.
La profondità ottimale del terreno è compresa tra 50 e 100 cm, con tessitura leggera. La fertilità del suolo dovrebbe essere bassa e il pH del suolo tra 5 e 6,5. Il fagiolo bambara è tollerante alla salinità, ma un'elevata concentrazione di cloruro di sodio nel terreno comporta perdite di rendimento.

### Requisiti climatici
La coltura è più adatta a luoghi compresi tra 20° e 30° di latitudine, cioè le zone climatiche delle savane (Aw) e dei climi temperati con estate secca (Cs). La temperatura ottimale è tra le 19 °C e 30 °C.  Temperature inferiori a 16 °C e superiore a 38 °C non sono adatte alla coltivazione.
Il fagiolo bambara è molto resistente alla siccità. Il fabbisogno minimo annuo di precipitazioni è di circa 300 mm ma la piovosità annua ottimale è compresa tra 750 mm e 1400 mm e non deve superare i 3000 mm. Il fagiolo bambara può tollerare forti piogge, ma queste si tradurranno in perdite di rendimento se si verificanonel periodo di raccolta.

### Semina
Prima della semina, i semi possono essere trattati con pesticidi per prevenire attacchi di insetti e funghi. Adescare i semi con acqua immergendoli durante la notte e poi asciugandoli prima della semina migliora il vigore e la resa delle piantine.
La semina viene solitamente eseguita manualmente dai contadini dell’Africa tropicale, ma può anche essere effettuata meccanicamente nelle aziende agricole industriali utilizzando piantatrici di semi di soia modificate. La semina manuale viene generalmente effettuata utilizzando una zappa. In ogni buca viene posto un seme che poi viene chiuso.
Il tipo di letto non sembra influenzare la resa o la produzione di biomassa del fagiolo bambara. La coltura può quindi essere piantata su terreni pianeggianti, sebbene sia piantata anche su crinali. Gli studi dimostrano che una maggiore densità di semina ha un effetto positivo sulla produzione calcolata per area, ma ha un effetto negativo sulla resa per pianta. Si presume che a densità di semina più elevate, una maggiore competizione tra le piante sia la causa di un numero inferiore di baccelli e semi per ogni pianta.

### Sistema colturale e fertilizzazione
Il sistema colturale è semipermanente e il fagiolo bambara può essere coltivato in coltura singola o in consociazione. Le colture consociate più adatte sono il sorgo, il miglio, il mais, l'arachide, l'igname e la manioca. Il fagiolo bambara viene coltivato prevalentemente in consociazione, tuttavia la densità di impianto varia tra le 6 e le 29 piante per mq. Nonostante la sua idoneità ai sistemi di consociazione grazie alla sua capacità di fissare l'azoto atmosferico,  una percentuale non trascurabile di agricoltori lo coltiva in monocoltura e riferisce che le sue rese sono migliori come coltura singola.
Il fagiolo bambara può crescere su terreni con bassa fertilità e si riporta addirittura che renda meglio su questi terreni che su quelli fertili. Tuttavia, la fertilizzazione fosfatica può avere un effetto benefico. Ad esempio, l'applicazione del perfosfato può migliorare la resa e la fertilizzazione con fosforo migliora la fissazione dell'azoto da parte della coltura e ne aumenta il contenuto di azoto.

### Raccolta e trattamenti post-raccolta
Il fagiolo bambara impiega in genere circa 130-150 giorni per maturare, ma i raccolti precoci o tardivi riducono solo marginalmente la resa. I baccelli, che crescono sottoterra, vengono raccolti manualmente sradicando l'intero pianta. Successivamente vengono solitamente essiccati al sole per alcuni giorni.

## Produzione
La produzione annua di fagioli bambara è stimata in 0,2 milioni di tonnellate su un'area di 0,25 milioni di ettari in tutto il mondo. L'Africa sub-saharianaè il maggiore produttore di fagiolo bambara, mentre una piccola quantità viene prodotta nel sud-est asiatico (ad esempio, Thailandia e Indonesia), negli Stati Uniti e in Australia. Inoltre, la coltura è presente in Brasile, dove fu presumibilmente introdotta nel 1600 con la tratta atlantica degli schiavi africani. L’Africa occidentale è la principale regione di produzione di fagioli bambara, dove Burkina Faso, Niger e Camerun sono i principali produttori, contribuendo al 74% della produzione globale.

## Nutrizione
Questo legume ricco di nutrienti è talvolta definito un alimento completo grazie alla sua composizione equilibrata di macronutrienti.
Il fagiolo bambara è composto tra il 57,9% e il 64% da carboidrati e tra il 24,0% e il 25,5% da proteine. In confronto, la soia (Glycine max) e i ceci (Cicer arietinum) contengono rispettivamente il 27% e il 61% di carboidrati.

## Usi
I semi vengono utilizzati per alimenti e bevande a causa del loro alto contenuto proteico. Nell'Africa occidentale, i fagioli bambara vengono consumati come spuntino, tostati e salati, trasformati in torte o bolliti in modo simile agli altri fagioli.
Il fagiolo bambara necessita di una cottura relativamente lunga, il che significa che occorre più combustibile rispetto alla cottura di altri legumi. Il tempo di cottura dei fagioli freschi è di 45–60 minuti, mentre quelli secchi possono richiedere anche 3–4 ore. Ciò rappresenta un ostacolo alla diffusione di questa coltura. Inoltre, se il fagiolo non è sufficientemente cotto, può provocare gonfiore di stomaco, stitichezza e flatulenza.